# 舒申斯基森林國家公園
52°42′N 91°30′E / 52.700°N 91.500°E

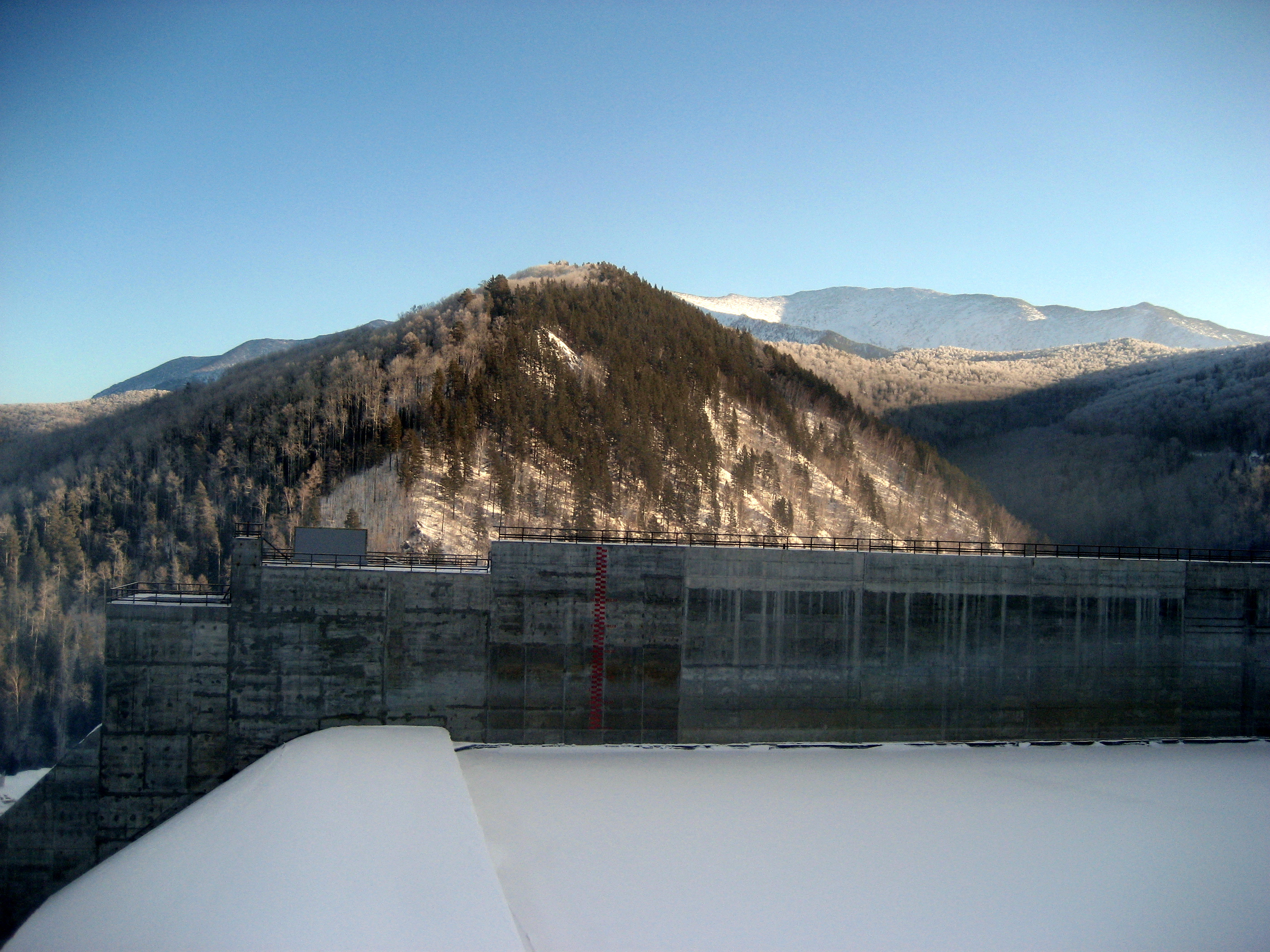

舒申斯基森林國家公園是俄羅斯的國家公園，位於該國中部克拉斯諾亞爾斯克邊疆區，成立於1995年，面積392平方公里，有72種野生鳥類棲息。